# 西溪 (晋江支流)

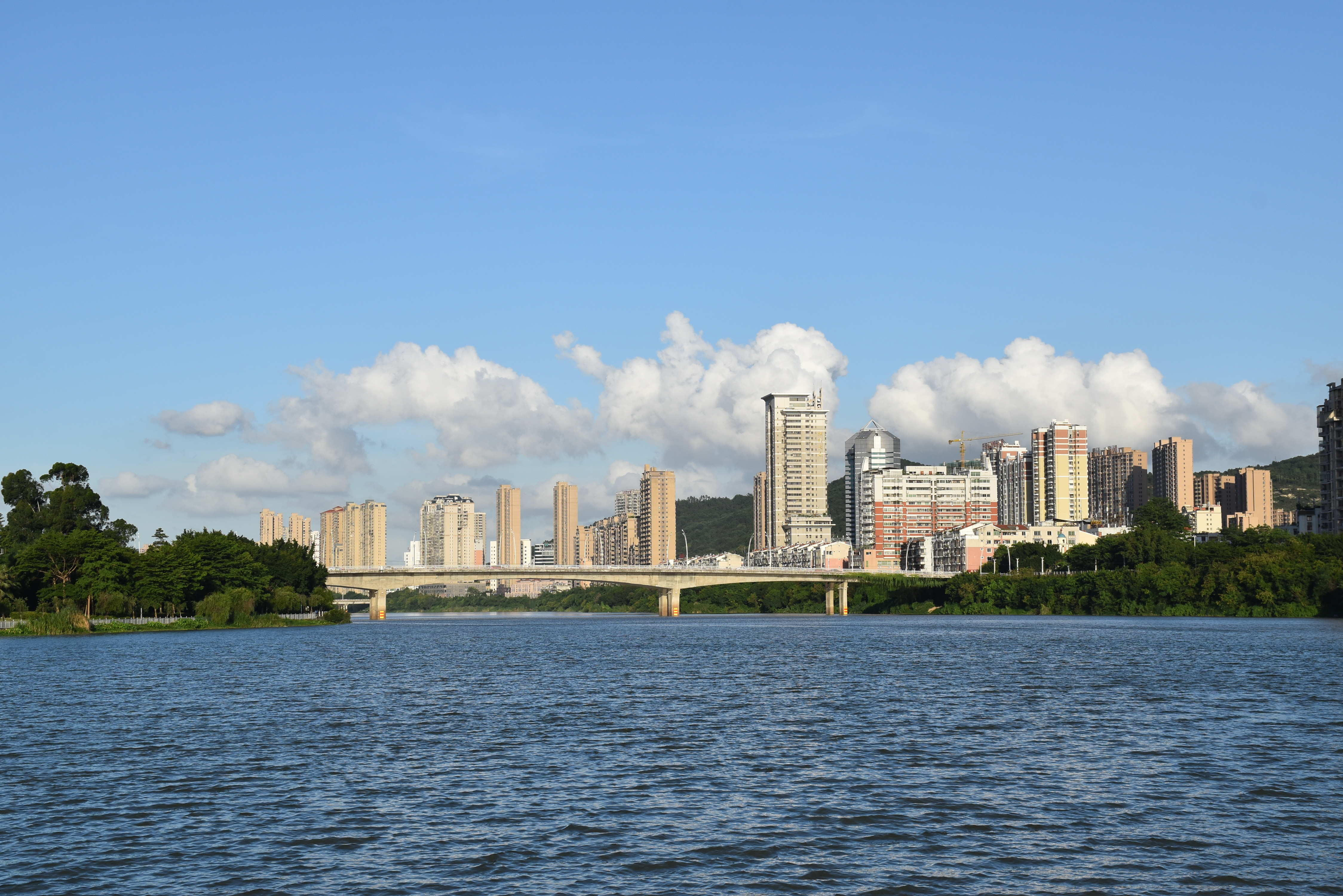
南安市区旁的西溪河段。

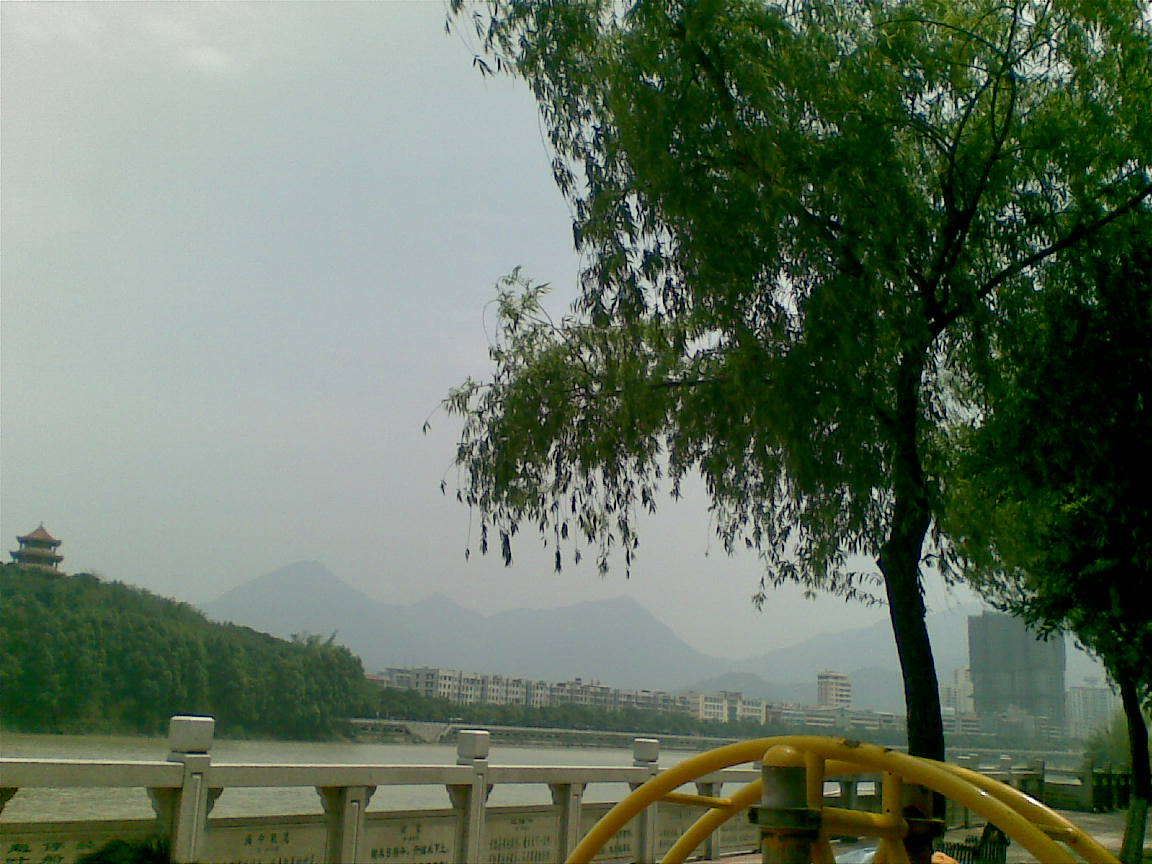
安溪县凤城镇河滨北路雁塔旁的西溪河段。

西溪是位于中华人民共和国福建省南部泉州市境内的一条河流，是晋江右岸支流。西溪为晋江正源，源出于安溪县龙顶山下的桃舟乡达新村，向东北流至下口坂接纳一都溪后称清溪。然后转向东南，流经剑斗、举口、湖头后水流始大，至仙苑汇澳江后始称西溪，然后经安溪县城而进入南安市境内，至双溪口与东溪汇合为晋江干流。全长153千米，流域面积3101平方千米，占晋江流域面积的55.1%。